# Сан-Леандро (Каліфорнія)
Сан-Леандро (англ. San Leandro) — місто (англ. city) в США, в окрузі Аламіда штату Каліфорнія. Населення — 91 008 осіб (2020). Розташоване на східному березі затоки Сан-Франциско, між містами Окланд на північному заході та Гейвард на південному сході.

## Географія
Сан-Леандро розташований за координатами 37°42′17″ пн. ш. 122°9′42″ зх. д. / 37.70472° пн. ш. 122.16167° зх. д. (37.704625, -122.161607). За даними Бюро перепису населення США в 2010 році місто мало площу 40,57 км², з яких 34,56 км² — суходіл та 6,01 км² — водойми.

## Демографія
Згідно з переписом 2010 року, у місті мешкало 84 950 осіб у 30 717 домогосподарствах у складі 20 514 родин. Густота населення становила 2094 особи/км². Було 32419 помешкань (799/км²).
Расовий склад населення:
| - 37,6 % — білих - 29,7 % — азіатів - 12,3 % — чорних або афроамериканців - 0,8 % — вихідців з тихоокеанських островів - 0,8 % — корінних американців - 13,3 % — осіб інших рас |

До двох чи більше рас належало 5,6 %. Частка іспаномовних становила 27,4 % від усіх жителів.
За віковим діапазоном населення розподілялося таким чином: 22,3 % — особи молодші 18 років, 63,9 % — особи у віці 18—64 років, 13,8 % — особи у віці 65 років та старші. Медіана віку мешканця становила 39,3 року. На 100 осіб жіночої статі у місті припадало 92,3 чоловіків; на 100 жінок у віці від 18 років та старших — 89,5 чоловіків також старших 18 років.
Середній дохід на одне домашнє господарство становив 79 966 доларів США (медіана — 62 761), а середній дохід на одну сім'ю — 90 964 долари (медіана — 75 493). Медіана доходів становила 47 373 долари для чоловіків та 46 253 долари для жінок. За межею бідності перебувало 10,6 % осіб, у тому числі 13,8 % дітей у віці до 18 років та 8,2 % осіб у віці 65 років та старших.
Цивільне працевлаштоване населення становило 44 515 осіб. Основні галузі зайнятості: освіта, охорона здоров'я та соціальна допомога — 21,0 %, науковці, спеціалісти, менеджери — 12,1 %, роздрібна торгівля — 11,3 %.

## Персоналії
- Ллойд Бріджес (1913—1998) — американський актор.